# Obernheim-Kirchenarnbach
Obernheim-Kirchenarnbach é um município da Alemanha localizado no distrito de Südwestpfalz, estado da Renânia-Palatinado.
Pertence ao Verbandsgemeinde de Wallhalben.